# 2-ブロモチオフェン
2-ブロモチオフェン(2-Bromothiophene)は、化学式C4H3BrSの有機硫黄化合物で、無色の液体である。3-ブロモチオフェンとは異なり、2-ブロモ異性体は、チオフェンの部分臭素化により直接得られる。チペピジン、チクロピジン、クロピドグレル等のいくつかの薬品の前駆体となる。

## 安全性
半数致死量は低く、200-250 mg/kg（経口、ラット）である。